# Livio Prieto
Livio Armando Prieto (31 de julio de 1981, Córdoba, Argentina) es un exfutbolista argentino que se desempeñaba en la posición de extremo izquierdo. 
Durante su carrera, además de su país natal, ha jugado en equipos de Grecia, Túnez, Portugal, Australia, Ecuador, y Brasil. Actualmente dirige en San Lorenzo femenino 

## Historia

### Inicios
Sus inicios se encuentran en el Club Bella Vista de su Córdoba natal, donde lo vio José Pekerman y decidió llevarlo por su habilidad a la Selección Sub-17, donde demostró su valor y atrajo las miradas de los clubes "capitalinos".
Boca e Independiente ofrecieron 50 mil pesos por su pase, pero el Deportivo Español sobrepaso ese número y consiguió su ficha. Así fue que con 16 años logró debutar en la Primera División del Fútbol Argentino defendiendo los colores rojinegros.
Un año después pasaría a las inferiores del Club Atlético Independiente, donde convenció a Ricardo Bochini y logró concentrar con el plantel superior dirigido en ese entonces por Enzo Trossero. Volvió a las canchas de Primera División recién en el 2000, y con su juego logró entusiasmar a la afición por su juego desfachatado. Un partido contra Boca lo volvió tapa de todos los diarios, donde haciendo gala de su desfachatez le tiro un "caño" a Sebastián Battaglia, el cual en esa misma jugada sufrió la rotura de ligamentos cruzados de la rodilla derecha.
Permaneció en Independiente hasta junio de 2002, convirtiendo en una ocasión. Pero durante este periodo surgieron una serie de infortunios que fueron los que marcaron su carrera para siempre, ya que a partir de estos sucesos no logró trascender como se esperaba.
Primeramente tuvo problemas con su contrato, luego se lesionó en varias ocasiones y perdió su chance de formar parte de integrar el plantel del Mundial Sub-20 del 2001 por un desgarro.

### Paso  por Europa y retorno a Sudamérica
Luego de Independiente, arribo al AEK de Atenas, en el cual jugó durante un año, lo que decidió retornar al país y sumarse a las filas de Club Atlético Nueva Chicago.
Buscando continuidad Recalo en Belgrano de Córdoba por un año pero dio un batacazo al ser fichado por el Atlético Mineiro

### Ocaso de su Carrera
En 2006, firmó para el Sportif Sfaxien de Suiza,y posteriormente, por el Santa Clara de la Segunda División Portuguesa.
En 2008 firma contrato con el Club Sport Emelec y luego pasa al Paços de Ferreira de Portugal jugando la final de la Copa de Portugal. 
En el 2010, arriba al Duque Caxias para luego de una corta estadía decide retornar a su país de origen, para jugar en Sportivo Italiano hasta el año 2012, donde pasaría a las filas del Club Atlético Social y Deportivo Camioneros.

## Clubes
| Club              | País      | Año         | Partidos |
| ----------------- | --------- | ----------- | -------- |
| Bella Vista       | Argentina | 1995 - 1997 | 32       |
| Deportivo Español | Argentina | 1998 - 1999 | 36       |
| Independiente     | Argentina | 1999 - 2002 | 84       |
| AEK Atenas        | Grecia    | 2002 - 2003 | 13       |
| Nueva Chicago     | Argentina | 2003 - 2004 | 14       |
| Belgrano          | Argentina | 2004 - 2005 | 9        |
| Atlético Mineiro  | Brasil    | 2005        | 19       |
| Sfaxien           | Túnez     | 2006        | 25       |
| Santa Clara       | Portugal  | 2007        | 30       |
| Newcastle Jets    | Australia | 2007 - 2008 | 15       |
| Emelec            | Ecuador   | 2008        | 22       |
| Pacos de Ferreira | Portugal  | 2008 - 2009 | 25       |
| Duque de Caxias   | Portugal  | 2010        | 12       |
| Sportivo Italiano | Argentina | 2010 - 2012 | 34       |
|                   |           |             |          |